# Marija Brenčič Jelen
Marija Brenčič - Jelen, slovenska vrtnarka, pesnica in pisateljica, * 28. januar 1919, Podlipa, † 21. marec 2000, Arnače.

## Življenje
Marija Brenčič - Jelen je rojena 28. januarja 1919 na Notranjskem v Podlipi pri Vrhniki očetu Francu in materi Mariji rojeni Cankar, po domače pri "Gojerju". Po končani ljudski šoli v domačem kraju je bila v letih 1938-1939 gojenka banovinske Kmetijsko-gospodinjske šole na Mali Loki pri Trebnjem, ki so jo vodile šolske sestre. Uredila je šolsko spominsko glasilo Sončni žar (1938-39). 

### Družina
5. novembra 1939 je bila poroka v malološki Plečnikovi kapeli. Poročil ju je stolni dekan, skladatelj Franc Kimovec. To je bila prva poroka v tej grajski kapeli. Marija je bila torej gojenka 10. letnika Banovinske kmetijsko-gospodinjske šole na Mali Loki.
Ob Marijinem slovesu z Vrhnike se je od nje poslovila vrhniška fantovska družba s posebno skupinsko razglednico. 
Po poroki na Mali Loki z drevesničarjem Antonom Jelenom in odšla na njegovo domačijo, h "Klemšetu" v Šentilj pri Velenju blizu Velenja. Rodilo se jima je devet otrok: Hedvika (1940), Anton (1942), Janez (1944), Marija (1946), Florjan (1948), Franc (1950), Jož (1952), Blaž (1955)in Ivanka (1958).

### Selitev
Med vojno so nacistični Nemci družino selili; ko so prišli v Maribor, jih je nadaljnjega potovanja v Slavonsko Požego rešil Josef Hummel, vojak z Dunaja:  prav tisti, ki je s kolegom ponoči ob pol dveh zjutraj prišel po njih z avtom; izposloval jim je na svojo odgovornost dovoljenje, da so se lahko še istega dne vrnili nazaj v domačo vas.  Časa za hrepenenje po Podlipi v Arnačah za Marijo torej ni bilo.  Takole je povedala časnikarki Kmečkega glasa:
»Vsak dan je bilo nekaj; vojska na Poljskem se je začela že, ko sem bila v Mali Loki; potem si pa vsak dan nekaj pričakoval, se bal. Otroci so prihajali. Štiridesetega leta je bila Hedvika majhna, dvainštiridesetega leta – neke nedelje v juliju – pa so Jelenove sredi noči že odpeljali v mestno kasarno v Mariboru. Rešil jih je vojak – Dunajčan Josef Hummel. "Spoznali smo se takrat, ob pol dveh zjutraj leta 1942. Na njegov pogreb po vojni pa nisva smela iti.«To tragično zgodbo s srečnim koncem je pa sama takole opisala: 
Bum, bum, bum! je zaropotalo po leseni steni naše kočice. Jelen - Anton, Marie, Hedwig!« in spet: »Auf machen! Auf!« 
»Po radio so prišli,« je v polspanju tolažil mož. Vedela sem: »Po nas so prišli!«
In ko je končno mož, še ves zmeden, odprl vežna vrata, se vrnil v spalnico in povedal: »Mamica, iti moramo!« sem planila tujcem naproti in zavpila:
»Če moramo iti, bomo pa šli! Pa bomo tudi nazaj prišli! Takrat boste pa vi šli!«
In nisem čutila nobene žalosti, nisem kričala, ne zmerjala, čutila sem le globoko črtenje in odpor. Ko bi mogla uničiti te nasilnike, ki nas preganjajo od doma!
In ta sovražnik, ki je prišel po nas, da nas aretira in odpelje v Meljsko kasarno v Maribor in potlej naprej v Slavonsko Požego, je bil prijazen Dunajčan, Josef Hummel. Ta je v pisarni v Mariboru tako dolgo govoril za nas, da smo se vrnili domov. Nismo gledali na uro, kdaj je to bilo, a noč za nočjo, leta in leta sem se prebujala nekaj minut pred poldrugo uro zjutraj. Nobene móre ne hudih sanj, le sunkovito prebujanje. Bdela sem do dveh in potlej spet zaspala, in nisem vedela, zakaj…

## Delo
Pesmi je začela pisati že v ljudski šoli in jih pozneje objavila v nedeljskih prilogah Slovenca Mladem Slovencu in Družini. Objavljala je še v več drugih listih (Gruda, Vigred, Bogoljub, Katoliški misijoni, Mala Cvetka, Naš dom, Močilnik) ter v Mohorjevem in Slovenčevem koledarju. Pesmi za prvo zbirko je sama zbrala in jih izdala v samozaložbi ter jih sama tudi največ prodala, vozeč se s kolesom po Notranjskem in Dolenjskem. Po poroki je občasno objavljala v Verskem listu lavantinske škofije (brez podpisa ali s kratico MBJ). Med vojno ni pisala in tudi pozneje se je le redko oglašala, največ s pesmimi verske vsebine v Družini. Šele konec 60. let je pripravila še načrtovane tri zbirke pesmi, ki prvo nadaljujejo oziroma tvorijo cikel s skupnim imenom Spev tihe doline. 
| Spev tihe doline (motto)                                                                                                 |
| --- |
| Vsa dolina je prekrasen vrt; okrog nje zeleni so gozdovi, nizkih gričev travnati vrhovi – a nad njo je nebes razprostrt… |

Leta 1987 je izšel ponatis prve zbirke, ki je posvečen njenemu bratu Francetu, žrtvi povojnih pobojev. 
Napisala je nekaj dramskih iger za otroke: Radio Ljubljana je predvajal njeno radijsko igro v verzih Mamica, spet si naša (1939), otroško opereto Mamice naše z dejanji slavimo, ki jo je uglasbil Matija Tomc, so predstavili v opernem gledališču v Ljubljani (1939). Prispevala je besedila za glasbene vložke za igro, ki jo je napisal mož Anton Jelen Elektriko hočemo! (1947). 
Leta 1986 je začela pisati spominsko prozo. Črtice in povesti, v katerih obuja spomine na mladost v svoji rodni dolini je objavljala v Kmečkem glasu in drugi periodiki ter v dveh knjižnih zbirkah..